# Борщівський спиртозавод
Борщíвський спиртозавóд — підприємство спиртової галузі України. Належить до Тернопільського обласного об'єднання «Тернопільспирт».

## Опис
Історія підприємства починається з гуральні купця Фельдшуга (1907).
Завод постачає продукцію на підприємства «Союз-Віктан», «Мягков», «Златогор», «Столичний стандарт», «Мансарда» тощо.
На заводі запроваджено систему управління якістю ISO 9000, отриманий сертифікат управління якістю ISO 14000.
У 1997—2002 роках проведено модернізацію підприємства.
Нині потужності заводу дозволяють виробляти 3000 дал спирту на добу. Окрім того, виробляється вуглекислота та кормовий білковий збагачувач.

## Нагороди
- Переможець конкурсу «100 кращих товарів України-2003»